# حامد کلاهداری
حامد کلاهداری (زاده ۱۳ خرداد ۱۳۶۱) بازیگر و کارگردان اهل ایران است. او فعالیت سینما را از سال ۱۳۷۳ آغاز کرد.
او در سال ۱۳۸۸ نخستین فیلم سینمایی خود، شکلات داغ را ساخت که در سینماهای ایران اکران گشت و یکی از پر ستاره ترین فیلمهای آن سال بود،  اما با این وجود در گیشه شکست خورد و یک سال بعد در قالب سی دی به بازار آمد. در سال ۱۳۸۹ نیز فیلم سینمایی دیگری تحت عنوان پایان‌نامه را ساخت که در آن حوادث انتخابات سال ۸۸ را به نمایش گذاشت. و بعد از آن فیلم سینمایی شاباش را ساخت و اکران کرد. کلاهداری برای شبکه نمایش خانگی چند فیلم کمدی ساخت که پر فروش و موفق بود. همچنین تله فیلم نجوا را برای تلویزیون کارگردانی کرد.

## فیلمشناسی

### بازیگر

#### سریال
- زمانی برای پشیمانی (۱۳۸۷ اسماعیل فلاح پور)
- ستاره های شرق (۱۳۸۵ فریدالدین نیکجو)
- بچه‌های هور (۱۳۸۴)
- مسافر زمان (۱۳۸۲)
- حجر بن عدی (۱۳۸۱)
- پلیس جوان (۱۳۸۰)
- راز شیوا (۱۳۸۰)
- پرونده‌های مجهول (۱۳۸۰ جمال شورجه) شبکه ۲
- همسفر (۱۳۷۹)
- پس از باران (۱۳۷۹)
- کاشانه (۱۳۷۸)
- آژانس دوستی (۱۳۷۸)
- دوستان خوب (۱۳۷۳)

#### فیلم
- تب (۱۳۸۱)
- افسانه پوپک طلائی (۱۳۷۷)
- پشت دیوار شب (۱۳۷۶)
- شاخ گاو (۱۳۷۴)
- تعطیلات تابستانی (۱۳۷۴)

#### تله فیلم
- کابوس (۱۳۸۷)
- روزگار سپری شده (۱۳۸۲)

#### تله تئاتر
- خاطره ها (۱۳۷۵ داریوش مودبیان)

### نویسنده
- شکلات داغ (۱۳۸۸)

### کارگردان
- شکلات داغ (۱۳۸۸) سینمایی
- پایان‌نامه (۱۳۸۹) سینمایی
- شاباش (۱۳۹۱) سینمایی
- فرار از کمپ (۱۳۹۰)[۱] تله فیلم
- فرار از کمپ ۲ (۱۳۹۱) تله فیلم
- فرار از کمپ ۳ (۱۳۹۲) تله فیلم
- نجوا (تله‌فیلم)

### تهیه‌کننده
- کت تنگ (۱۳۸۸)

## حاشیه‌ها
در سال ۱۳۹۲ و پس از اعلام نتایج انتخابات ریاست جمهوری و پیروزی حسن روحانی، او در چرخشی آشکار از مواضع قبلی خود به انتقاد از مدیریت سینما در دولت دهم پرداخت. هانیه توسلی در بیانیه‌ای این تغییر موضع را نشانه فرصت طلبی وی دانست.  هم چنین توسلی در برنامه ای در مقابل امیر جعفری عنوان داشت بخاطر رد پیشنهاد بازی در پایان نامه مورد فحاشی کارگردان این فیلم قرار گرفته است ، هم چنین رضا درمیشیان هم از تغییر مواضع او انتقاد کرد و گفت مگر ما سیاه‌تر و کثیف‌تر از فیلم پایان‌نامه داریم؟ او در مصاحبه با سایت سوره سینما عنوان کرد برخی از سکانس‌های «پایان‌نامه» به من تحمیل شد و ناخواسته وارد جریان سیاسی شدم.